# Josep Arrau i Estrada
Josep Arrau i Estrada   (Barcelona, 1774 - Barcelona, 1818) va ser un poeta, dramaturg i pintor neoclàssic català.

## Biografia
Va néixer a Barcelona el 1774. Es va dedicar a l'estudi de la pintura i, segons consta en la relació de premis que es van concedir en 1789 i 1793 als alumnes de l'Escola Superior de Disseny i Art Llotja de la seva ciutat natal, va obtenir dos premis per treballs pictòrics. En aquesta escola va exercir més tard la plaça sotsdirector a partir de 1803.
Es va dedicar també al conreu de la poesia i va publicar algunes odes al Diario de Barcelona. És autor del sainet popular L'avarícia castigada per l'astúcia d'en Tinyeta. També va escriure diverses poesies patriòtiques, tant en castellà com en català, que van aparèixer en els diaris de Barcelona, Tarragona, Reus i Manresa, durant la Guerra del Francès, com «Somni i realitat» o «La Ninfa catalana».
Va morir a Barcelona el 1818. Va ser pare del també pintor Josep Arrau i Barba.